# Цифровое телевидение в России
Цифровое телевидение в России — совокупность существующей в России инфраструктуры, организаций и сервисов, связанных с программным наполнением, передачей и приёмом телевизионных каналов. В числе таких каналов эфирные и неэфирные, кабельные, спутниковые, мобильные и IPTV-телеканалы. Кроме того, цифровое телевидение в России, как и во всём мире, делится на платное и бесплатное.
Замещение аналогового сигнала цифровым в России происходило постепенно в течение нескольких лет. Так, по данным консалтингового агентства «ТМТ Консалтинг», структура рынка менялась в сторону преобладания цифрового ТВ и сокращения аналогового. По данным Роспечати, в 2017 году в домохозяйствах России использовались как аналоговые, так и цифровые технологии доставки и приёма телеканалов. Почти половина домохозяйств в городах России использовала цифровые способы приёма хотя бы на одном телевизоре. К 2019 году все аналоговые передатчики были отключены, вещание прекращено, произошел перевод на приём цифрового эфирного сигнала всех телезрителей.

## Цифровое эфирное телевидение в России
Цифровое эфирное вещание в России ведётся в стандарте DVB-T2. 

### Переход России на цифровое эфирное вещание
Процесс перехода России на цифровое эфирное вещание начался в 2009 году и занял почти десять лет. Стартом отказа от аналогового вещания стало принятие федеральной целевой программы (ФЦП) «Развитие телерадиовещания в Российской Федерации на 2009—2015 годы» (после продления — «на 2009—2018 годы»). Документ был нацелен на:
- развитие информационного пространства Российской Федерации;
- обеспечение населения Российской Федерации многоканальным вещанием с гарантированным предоставлением общероссийских обязательных общедоступных телеканалов;
- повышение эффективности функционирования телерадиовещания.

Основной задачей программы было сделать телевидение и радио доступными для всех россиян и устранить цифровое неравенство. В связи с этим и было принято решение о модернизации инфраструктуры сетей телевизионного вещания и переводе сетей телерадиовещания на цифровые технологии. Помимо этого программа включала в себя обеспечение потребностей распределения телерадиоканалов спутниковым ресурсом, обеспечение населения Российской Федерации региональным цифровым эфирным телерадиовещанием.
Итогом выполнения ФЦП должно было стать:
- численность населения России, не охваченного телевизионным вещанием на конечном этапе реализации Программы — менее тысячи человек;
- доля населения России, имеющего возможность приёма общероссийских обязательных общедоступных телеканалов и радиоканалов, — 100 %;
- площадь территории субъектов России, охваченных цифровым эфирным вещанием общероссийских обязательных общедоступных телеканалов (с охватом не менее 50 % населения субъекта Российской Федерации) — 17 125 407 км²;
- доля населения Российской Федерации, имеющего возможность приёма 20 цифровых телеканалов свободного доступа в местах постоянного проживания — 98,1 %;
- доля населения Российской Федерации, имеющего возможность приёма цифровых эфирных общероссийских обязательных общедоступных телеканалов и радиоканалов и охваченного телерадиооповещением о чрезвычайных ситуациях в местах постоянного проживания — 98,4 %;
- количество субъектов Российской Федерации, охваченных цифровым эфирным вещанием общероссийских обязательных общедоступных телеканалов и радиоканалов (с охватом не менее 95 % населения субъекта Российской Федерации) — 85;
- доля населения Российской Федерации, не охваченного региональным цифровым эфирным телерадиовещанием в местах постоянного проживания — 1,6 %.

Программа предусматривала создание сети цифрового эфирного вещания первого и второго мультиплексов. Исполнителем мероприятий программы стала ФГУП «Российская телевизионная и радиовещательная сеть» (РТРС). Также в соответствии с программой РТРС должно было организовать региональное цифровое эфирное телерадиовещание во всех субъектах Российской Федерации. Региональные цифровые программы стали доступны в составе первого мультиплекса на телеканалах «Россия», «Россия-24» и радиостанции «Радио России», «Маяк», «Вести FM».
1,6 % населения России проживают в удалённых и труднодоступных местах, где строительство и эксплуатация объектов наземной связи экономически нецелесообразны. Жители этих населённых пунктов получили доступ к 20 обязательным общедоступным телеканалам с помощью непосредственного спутникового вещания.
7 июля 2011 года Правительственная комиссия по развитию телерадиовещания одобрила внедрение в России нового стандарта цифрового эфирного телевизионного вещания DVB-T2 вместо DVB-T, экспериментально использовавшегося в ряде регионов. Новый стандарт позволил в 1,5 раза повысить ёмкость цифрового потока, увеличить количество телеканалов в мультиплексе и улучшить качество передаваемого сигнала.
Первоначально предполагалось начать вещание в стандарте DVB-T2 в 2015 году, затем запуск был перенесён на 2012 год. В марте 2012 года РТРС начал поэтапное включение цифровой эфирной трансляции в стандарте DVB-T2 по всей стране. Первыми регионами, в которых началась трансляция в стандарте DVB-T2, стали Республика Татарстан, Москва и Санкт-Петербург. В регионах, в которых уже были построены объекты вещания в стандарте DVB-T, был разработан план перевода на стандарт DVB-T2.
15 января 2015 года РТРС окончательно перевёл вещание в Калининградской и Курской областях на стандарт DVB-T2. Поэтапный перевод сети цифрового эфирного телевидения на стандарт DVB-T2 завершился.
В 2019 году состоялось поэтапное отключение аналоговых передатчиков и окончательный перевод на приём цифрового эфирного сигнала российских телезрителей. Он прошёл в четыре этапа:
1. 11 февраля: Магаданская область, Пензенская область, Рязанская область, Тульская область, Ульяновская область, Ярославская область и Чеченская Республика;
2. 15 апреля: Москва, Амурская область, Ивановская область, Кемеровская, Кировская, Костромская, Курганская, Липецкая область, Московская область, Новгородская область, Сахалинская область, Тюменская область, Кабардино-Балкария, Карачаево-Черкесия, Республика Калмыкия, Мордовия, Удмуртия, Чувашская Республика — Чувашия, Ставропольский край и Ямало-Ненецкий автономный округ;
3. 3 июня: Алтайский край, Архангельская область, Белгородская область, Брянская область, Владимирская область, Воронежская область, Еврейская автономная область, Иркутская область, Калининградская область, Камчатский край, Краснодарский край, Красноярский край, Ненецкий автономный округ, Нижегородская область, Новосибирская область, Омская область, Орловская область, Пермский край, Приморский край, Республика Адыгея (до 22 сентября 2024 года), Республика Бурятия, Республика Коми, Республика Марий Эл, Республика Саха (Якутия), Республика Северная Осетия — Алания, Республика Тыва, Республика Хакасия, Ростовская область, Самарская область, Свердловская область, Смоленская область, Тамбовская область, Томская область, Хабаровский край, Ханты-Мансийский автономный округ — Югра, Чукотский автономный округ;
4. 14 октября: Астраханская область, Волгоградская область, Вологодская область, Забайкальский край, Санкт-Петербург, Калужская область, Курская область, Ленинградская область, Мурманская область, Оренбургская область, Псковская область, Республика Алтай, Республика Башкортостан (до 22 декабря 2024), Республика Дагестан, Республика Ингушетия, Республика Карелия, Республика Крым, Республика Татарстан, Саратовская область, Севастополь, Челябинская область.

14 октября переход на наземное цифровое телевещание в стандарте DVB-T2 завершился.
В целях поддержки граждан России в процессе перехода РТРС проводил разъяснительную кампанию, в рамках которой работал официальный портал СмотриЦифру.рф, федеральная и региональные горячие линии, было запущено мобильное приложение «Телегид» и чат-бот в социальных сетях и мессенджерах. Также проводились массовые мероприятия, приуроченные к этапам отключения аналогового вещания, переход на цифровое эфирное вещание активно освещался федеральными СМИ, многие из которых публиковали информационные видеоролики и инструкции для телезрителей.
Процесс перехода России на цифровое эфирное вещание соответствует мировой тенденции: по данным Международного союза электросвязи, на май 2019 года 74 страны мира уже перешли на цифровое эфирное вещание, а 62 страны находятся в процессе перехода.
Цифровое эфирное телевидение в России работает на бесплатной основе. Тарификация этой услуги технически невозможна. При переходе на цифровое вещание в России сохранилось региональное и муниципальное телевидение.

### Мультиплексы
Цифровое эфирное вещание в России ведётся в двух мультиплексах по 10 телеканалов.

#### Первый мультиплекс
Первый мультиплекс цифрового телевидения России (пакет цифровых телеканалов «РТРС-1») — пакет общероссийских обязательных общедоступных телеканалов и радиоканалов цифрового телевидения, перечень которых утверждён 24 июня 2009 года Указом Президента РФ № 715 «Об общероссийских обязательных общедоступных телеканалах и радиоканалах» (с изменениями). В статье 32.1 Закона РФ от 27.12.1991 № 2124-1 (ред. от 25.11.2017) «О средствах массовой информации» (с изм. и доп., вступ. в силу с 01.01.2018) сказано: «Покрытие расходов, понесённых вещателями и связанных с эфирным наземным вещанием общероссийских обязательных общедоступных телеканалов и радиоканалов на территориях малочисленных населённых пунктов, осуществляется за счёт средств федерального бюджета в порядке, установленном Правительством Российской Федерации».
19 марта 2009 года решением Государственной комиссии по радиочастотам № 09-02-04 был утверждён частотно-территориальный план первого мультиплекса для цифрового эфирного вещания в дециметровом диапазоне 470—862 МГц. С декабря 2009 года национальный оператор ФГУП «Космическая связь» приступил к подаче на ИСЗ программ мультиплекса в формате MPEG-4 для приёма и последующей ретрансляции в наземных сетях цифрового эфирного телевидения. В мае 2010 года ФГУП «Российская телевизионная и радиовещательная сеть» (РТРС) определён как единственный оператор мультиплекса. Ранее, в январе 2010 года, РТРС уже начал цифровое телевещание в регионах Дальнего Востока.
Согласно Распоряжению Правительства РФ от 3 марта 2012 года № 287-р, начиная с 2012 года, цифровое эфирное телевещание первого мультиплекса в России ведётся в стандарте DVB-T2. В качестве формата используется стандартная чёткость (SDTV). Вещание в регионах, где мультиплекс был первоначально запущен в стандарте DVB-T, постепенно было переведено на стандарт DVB-T2.
Эфирный первый мультиплекс является бесплатным и открытым для приёма (FTA), система условного доступа для шифрования сигнала не применяется. Для неэфирного и (или) коммерческого телевещания понятие первого мультиплекса прямо не определено, но все его каналы являются обязательными и общедоступными. Согласно закону «О связи» (с изменениями от 27 июля 2010 г.), операторы телевизионного вещания обязаны осуществлять в эксплуатируемых ими сетях связи трансляцию обязательных общедоступных телеканалов и (или) радиоканалов в неизменном виде за свой счёт. Соответственно, абоненты платного кабельного, спутникового и IP-TV телевидения на всей территории России имеют возможность бесплатно принимать каналы, входящие в мультиплекс, не прибегая к средствам приёма цифрового эфирного телевидения. Однако по факту многие российские кабельные и IP-TV операторы не транслируют радиоканалы, входящие в первый мультиплекс, а их абоненты обязаны оплачивать услугу доступа к сети для возможности просмотра обязательных общедоступных телерадиоканалов.
В первый мультиплекс цифрового телевидения России входят 10 телеканалов и 3 радиоканала:
| Позиция | Название        | Формат изображения |
| ------- | --------------- | ------------------ |
| 1       | Первый канал    | SDTV, HDTV         |
| 2       | Россия          | SDTV, HDTV         |
| 3       | Матч ТВ         | SDTV, HDTV         |
| 4       | НТВ             | SDTV, HDTV         |
| 5       | Пятый канал     | SDTV, HDTV         |
| 6       | Россия-Культура | SDTV, HDTV         |
| 7       | Россия-24       | SDTV, HDTV         |
| 8       | Карусель        | SDTV, HDTV         |
| 9       | ОТР             | SDTV, HDTV         |
| 10      | ТВ Центр        | SDTV, HDTV         |

| Позиция | Название     |
| ------- | ------------ |
| 1       | Вести ФМ     |
| 2       | Маяк         |
| 3       | Радио России |

В 2017 году начались практические работы по регионализации первого мультиплекса — организации включения программ региональных ГТРК в телеканалы «Россия», «Россия-24» и радиостанции «Радио России», «Маяк», «Вести FM» в основном по технологии ТРМ (технологии распределённой модификации программ; до этого момента вещались только федеральные версии этих телерадиоканалов). При этом врезки в телеканал «Россия-Культура» в составе мультиплекса по решению ВГТРК осуществляются только в Санкт-Петербурге. С 1 ноября 2018 года вещание региональных версий телерадиоканалов ВГТРК ведётся во всех регионах РФ (кроме Москвы и Московской области, региональное вещание для которых включено в спутниковый сигнал дубля «М» телеканала).
В Санкт-Петербурге и Ленинградской области, помимо телерадиоканалов ВГТРК, осуществляются врезки региональных программ на Первом канале, Матч ТВ, НТВ, Пятом канале и ТВ Центре.
С 29 ноября 2019 года осуществляются региональные врезки телеканалов 21-й кнопки в 68 субъектах РФ на ОТР.
С 25 марта 2020 года РТРС на Москву и Московскую область из телебашни «Останкино» на 58 ТВК в тестовом режиме запустил трансляцию первого мультиплекса в формате высокой чёткости (HD).

#### Второй мультиплекс
Второй мультиплекс цифрового телевидения России (пакет цифровых телеканалов «РТРС-2») — пакет общероссийских обязательных общедоступных телеканалов цифрового телевидения, сформированный в результате конкурсов Федеральной конкурсной комиссии по телерадиовещанию при Минкомсвязи России.
15 декабря 2009 года в России решением Государственной комиссии по радиочастотам № 09-05-12 был утверждён частотно-территориальный план второго мультиплекса для цифрового эфирного вещания в дециметровом диапазоне 470—862 МГц. Оператором мультиплекса является ФГУП «Российская телевизионная и радиовещательная сеть» (РТРС), сеть цифрового эфирного телевещания второго мультиплекса строится с максимальным использованием инфраструктуры первого мультиплекса. С 2013 года РТРС ведёт поэтапный запуск тестового эфирного вещания второго мультиплекса на территории России. Полностью строительство сети было завершено в 2018 году.
14 декабря 2012 года Федеральная конкурсная комиссия по телерадиовещанию под председательством руководителя Роскомнадзора Александра Жарова подвела итоги конкурса на получение права осуществлять эфирное наземное вещание во втором мультиплексе. Условия конкурса: время вещания — «ежедневно, круглосуточно»; концепция вещания — «свободная»; соотношение программ отечественного производства — не менее 55 % по отношению к программам зарубежного производства в эфире телеканала. В конкурсе могли участвовать те телекомпании, которые имеют универсальную лицензию на вещание и территорию распространения — Российская Федерация. Претендентами на включение во второй мультиплекс, помимо телеканалов-победителей, являлись: 2x2, MTV Россия, Дождь, Перец, ТВ-3, О2ТВ, 21+, Russia Today, КП-ТВ. С победителями конкурса были заключены долгосрочные договоры с РТРС на вещание в составе второго мультиплекса. Сумма договора для каждого телеканала — около 944 млн руб. в год. Сетью второго мультиплекса в первую очередь охватываются приграничные регионы, регионы Дальнего Востока, а также крупные населённые центры России с населением 100 тыс. жителей и более (около 170 городов). Покрытие расходов, связанных с эфирным наземным вещанием второго мультиплекса, осуществляется за счёт средств самих вещателей. В отличие от первого, запуск второго мультиплекса изначально произошёл в стандарте DVB-T2. В качестве формата также используется стандартная чёткость (SDTV).
Эфирный второй мультиплекс является бесплатным и открытым для приёма (FTA), система условного доступа для шифрования сигнала не применяется. В Москве трансляция второго мультиплекса ведётся на 24-м канале (498 МГц) в UHF диапазоне. После внесения изменений в закон Российской Федерации «О средствах массовой информации» с 24 июля 2015 года телеканалы второго мультиплекса (аналогично каналам первого) получили статус обязательных общедоступных. Соответственно, телеканалы второго мультиплекса стали обязательны к трансляции операторами телевизионного вещания в неизменном виде за свой счёт, как того требует закон «О связи», а абоненты платного кабельного, спутникового и IP-телевидения на всей территории России получили возможность бесплатно принимать телеканалы, входящие в мультиплекс, не прибегая к средствам приёма цифрового эфирного телевидения.
Во второй мультиплекс цифрового телевидения России входят 10 телеканалов:
| Позиция | Название | Формат изображения |
| ------- | -------- | ------------------ |
| 11      | РЕН ТВ   | SDTV, HDTV         |
| 12      | Спас     | SDTV, HDTV         |
| 13      | СТС      | SDTV, HDTV         |
| 14      | Домашний | SDTV, HDTV         |
| 15      | ТВ-3     | SDTV, HDTV         |
| 16      | Пятница! | SDTV, HDTV         |
| 17      | Звезда   | SDTV, HDTV         |
| 18      | Мир      | SDTV, HDTV         |
| 19      | ТНТ      | SDTV, HDTV         |
| 20      | Муз-ТВ   | SDTV, HDTV         |

#### Третий мультиплекс
Третий мультиплекс цифрового телевидения России — пакет телеканалов цифрового телевидения с первоначальной «федерально-региональной» концепцией, реализация которого приостановлена по экономическим причинам.
Согласно принципам, рассмотренным и одобренным в рамках заседания Правительственной комиссии по развитию телерадиовещания 17 декабря 2010 года, третий мультиплекс формируется:
- из четырёх муниципальных (региональных) телеканалов в формате стандартной чёткости (SDTV);
- из одного федерального (общероссийского) телеканала в формате высокой чёткости (HDTV).

По информации, озвученной на конференции «Спектр-2013» представителями Роскомнадзора Максимом Виноградовым и РТРС Юрием Журавелем, в третий мультиплекс могут войти 7—8 федеральных каналов, 1—2 региональных и один канал, который подготовит ВГТРК. Включение каналов высокой чёткости в этом варианте не предусмотрено, окончательное решение будет приниматься Правительственной комиссией.
В апреле 2013 года определён только один канал, который может войти в третий мультиплекс. Создать данный региональный телеканал поручено ФГУП «Всероссийская государственная телевизионная и радиовещательная компания» (ВГТРК) для каждого конкретного субъекта Российской Федерации, эфирным вещанием регионального компонента займётся РТРС. В регионах, где нет крупных филиалов ВГТРК или нет возможности сформировать канал силами ВГТРК, к вещанию могут быть привлечены местные региональные телеканалы.
Министерство связи и массовых коммуникаций Российской Федерации отложило до 2018 года запуск третьего мультиплекса, однако запуска не состоялось и в 2024 году.

#### Третий мультиплекс в городе Москва и Московской области
Третий мультиплекс вещает в Москве в тестовом режиме на 578 МГц (34-й канал). На отдельных каналах мультиплекса показывают несколько телеканалов в течение дня.
| Позиция | Название | Формат изображения | Время вещания |
| ------- | --- | ------------------ | --- |
| 21      | Суббота! | SDTV, HDTV         | круглосуточно |
| 22      | Точка.РФ Киносвидание Киноужас Киномикс ИНДИЯ ТВ Мужское кино Кинокомедия КУХНЯ ТВ Индийское кино Киносерия 2x2 Моя планета Наука | SDTV, HDTV         | 00:00-01:00 01:00-02:00 02:00-03:00 03:00-04:00 04:00-05:00 05:00-06:00 06:00-07:00 07:00-08:00 08:00-09:00 09:00-10:00 10:00-11:00 11:00-18:00 18:00-00:00 |
| 23      | Мульт FAN Русский Детектив История Ani                                                                                            | SDTV, HDTV         | 00:00-05:00 05:00-10:00 10:00-15:00 15:00-20:00 20:00-00:00                                                                                                 |
| 24      | Сарафан Мульт и Музыка | SDTV, HDTV         | 00:00-12:00 12:00-00:00 |
| 25      | НСТ Cinema Моя Планета Доктор Техно 24                                                                                            | SDTV, HDTV         | 00:00-03:00 03:00-06:00 06:00-09:00 09:00-12:00 12:00-15:00                                                                                                 |
| 26      | Москва Доверие Телеканал "Соловьёв Live"                                                                                          | SDTV, HDTV         | 00:00-06:00 06:00-00:00 |
| 27      | Музыка Первого Дом кино | SDTV, HDTV         | круглосуточно |
| 28      | ТНТ4/Канал Авто плюс | SDTV, HDTV         | круглосуточно |
| 29      | Известия | SDTV, HDTV         | круглосуточно |
| 30      | Матч! Страна | SDTV, HDTV         | круглосуточно |

#### Третий мультиплекс в Республике Крым и Севастополе
К моменту вхождения новых субъектов в состав Российской Федерации в Крыму вещало четыре мультиплекса; было решено продолжить вещание трёх мультиплексов с наполнением их российскими телеканалами. С 1 июля 2014 года в Республике Крым и Севастополе началась трансляция российских первого (РТРС-1), второго (РТРС-2) и третьего (регионального) мультиплексов цифрового эфирного телевидения в стандарте DVB-T2. Таким образом, Крым и Севастополь стали первыми регионами, в которых появился третий мультиплекс.
Всего вещает семь телевизионных каналов в Республике Крым и восемь в Севастополе.
В Крыму в его состав входят телеканалы в формате стандартной чёткости: «Первый Крымский», «Мир 24», «Миллет», «Москва 24», «Севастопольское Телевидение» и телеканалы в формате высокой чёткости (HD): «Первый Крымский», «Крым 24». В Севастополе в региональный мультиплекс входят телеканалы в формате стандартной чёткости: Первый Крымский, Мир 24, «Миллет», Крым 24, «Первый Севастопольский», Москва 24, «Севастопольское Телевидение» и телеканал в формате HD «Первый Крымский».

### Конкурсы и изменения пакетов каналов
- 17 апреля 2012 года указом Президента РФ на девятую позицию первого мультиплекса был включён телеканал «ОТР» (до этого в первом мультиплексе было 8 каналов)[71].
- 20 апреля 2013 года подписан указ[72] о включении телеканала «ТВ Центр» на десятую позицию в первый мультиплекс[73]. Позиция, занимаемая ранее каналом во втором мультиплексе, стала вакантной.
- 25 сентября 2013 года по результатам конкурса Федеральной службы по надзору в сфере связи, информационных технологий и массовых коммуникаций (Роскомнадзор) позицию телеканала «ТВ Центр» во втором мультиплексе занял телеканал «Спас»[74].
- 15 октября 2013 года Федеральная служба по надзору в сфере связи, информационных технологий и массовых коммуникаций (Роскомнадзор) объявила конкурс на получение права эфирного вещания с использованием пятой позиции во втором мультиплексе[75], от которой добровольно отказался телеканал «Спорт» холдинга ВГТРК[76]. По результатам конкурса от 18 декабря 2013 года позицию занял телеканал «ТВ-3»[77].
- 15 июля 2015 года Президентом Российской Федерации подписан указ[78] о включении телеканала «Матч ТВ» в перечень общероссийских обязательных общедоступных телеканалов под пунктом 3[79], что соответствует позиции № 3 первого мультиплекса и обязывает ФГУП РТРС начать вещание данного телеканала в составе первого мультиплекса (РТРС-1). Исключённый из перечня телеканал «Россия-2» временно продолжал вещание в нём до запуска телеканала «Матч ТВ» 1 ноября 2015 года.
- 30 сентября 2015 года, в связи с подготовкой к запуску телеканала «Матч ТВ» и отказом телеканала «Спорт Плюс» от шестой позиции во втором мультиплексе, был проведён конкурс, в котором победил телеканал «Пятница!»[80][81][82].

## Цифровое  платное телевидение в России
Развитие цифрового телевидения в России началось в первой половине 2000-х годов, с появлением первых интернет-провайдеров по предоставлению услуг по подключению телефонии и широкополосного интернета, а также операторов кабельного ТВ, устанавливающих спутниковые тарелки с пакетами каналов в цифровом формате. 
По оценкам iKS-Consulting, к концу 2010 года число пользователей платного ТВ в России достигало около 20,5 млн. По итогам 2012 года рынок платного ТВ в России насчитывал 31,9 млн домохозяйств, на кабельное телевидение приходилось более половины всего рынка платного ТВ — 57%, спутниковое телевидение — 35% и IP-телевидение (IPTV) — 8%. Крупнейшими компаниями на рынке платного телевидения являлись «Триколор ТВ» (28%), «Ростелеком» (21%), «МТС» (9%), «ЭР-Телеком» (7%) и «Акадо» (4%).
В 2015 году абонентская база платного ТВ в России выросла до 39,8 млн. подписчиков. Лидирующие позиции по абонентской базе на рынке платного телевидения в России удерживает кабельное ТВ — 45,9%, спутниковое ТВ — 39,5%, IP-телевидение — 14,6%. Лидирами по количеству абонентов на рынке платного ТВ является «Триколор» — 29,6%. «Ростелеком» — 21,7% , «Орион-Экспресс», «ЭР-Телеком», «МТС» — по 7% каждый, «ВымпелКом» и «Акадо» — по 2,9%, «НТВ-Плюс» — 2,7%.
В 2020 году количество абонентов выросло до 44,847 млн домохозяйств. Лидерами по количеству абонентов на рынке платного ТВ являются «Триколор» — 27%, «Ростелеком» — 24%, «МТС» — 10% , «ЭР-Телеком» — 8% , «Орион-Экспресс» — 7%.
По итогам 2024 года абонентская база платного телевидения в России достигла 55,75 млн пользователей, увеличившись на 1,8% по сравнению с предыдущим годом. По числу абонентов платного телевидения лидирует кабельное ТВ с долей в 36%, почти такой же результат у спутниковых операторов, доля IPTV составила 28%. Лидирующие позиции по абонентской базе среди операторов удерживают «Триколор» (27%), «Ростелеком» (25%), «МТС» (10%), «ЭР-Телеком» (9%) и «Орион» (5%). Абсолютными лидерами по числу абонентов платного ТВ являются Триколор с 12,3 млн. и Ростелеком с 11,6 млн. подписчиков .

### Спутниковое телевидение
- В феврале 1999 года оператор спутникового вещания «НТВ-Плюс» перешёл с аналоговой на цифровую систему трансляции DTH-сигнала.
- В декабре 2005 года ЗАО «Национальная спутниковая компания» объявило о коммерческом запуске проекта спутникового телевещания «Триколор ТВ».[85]
- В июле 2007 года стартовал новый проект спутникового вещания – «Орион Экспресс».[86][87]
- В ноябре 2014 года компания МТС запустила спутниковое телевещание под брендом «Спутниковое ТВ МТС».[88]
- С декабря 2022 года начал вещение пятый спутниковый оператор «Русский мир».[89]

В декабре 2015 года ГК «Орион» первым среди спутниковых операторов запустил мобильное приложение "Телекарта Онлайн" для iOS, Android и Smart TV, позволяющее смотреть телеканалы в сети интернет без использования спутниковой тарелки с любого мобильного устройства. В сентябре 2016 года «Триколор» перешёл на передачу сигнала через спутниковую и ОТТ-приставку, также позволяющую принимать сигнал через интернет. В ноябре того же года к трансляции сигнала по аналогичной приставке приступил оператор «НТВ-Плюс».
В конце 2022 года количество абонентов спутникового ТВ у операторов составили: «Триколор» — 70,7% (12,3 млн абонентов), ГК «Орион» "Телекарта" — 17,4% (3 млн), «МТС» — 6,2% (1 млн), «НТВ-Плюс» — 5,8% (1 млн). Совокупная абонентская база четырех российских операторов спутникового ТВ по итогам 2022 г. составила 17,377 млн домохозяйств, по сравнению с 17,366 млн в начале года. 

### Кабельное телевидение
В 2004 году московский оператор широкополосного Интернета, компания «МТУ-Интел», запустила популярный проект «Стрим» через телефонную сеть по технологии ADSL. В мае 2005 года был представлен пакет из 100 телеканалов под брендом «Стрим ТВ». К концу 2008 года число абонентов «Стрим ТВ» в сегменте кабельного и IP-телевидения достигло 1,8 млн пользователей.
По итогам 2008 года лидерами кабельного телевещания (КТВ) в городах России были компании: "Стрим-ТВ" (45 городов), "Мультирегион" (38 городов), "Связьинвест" (29 городов), "ЭР-Телеком" (17 городов), "Национальные мультисервисные сети" (10 городов), "Национальные кабельные сети" (6 городов), "Акадо" (3 города).
С 2007 года «Телекомпания Санкт-Петербургское кабельное телевидение» (ТКТ) предоставляет как аналоговые трансляции, так и спутниковые пакеты программ в цифровом формате под брендом «Твоё ТV».
В 2006 году компания ЭР-Телеком начала предоставлять услуги по сети кабельного телевидения под брендом «Диван-ТВ». К концу 2007 года «ЭР-Телеком» подключил 500-тысячного абонента кабельного телевидения.
В октябре 2011 года количество абонентов кабельного телевидения достигло 1,5 млн.
Летом 2012 года оператор «Дом.ru» запустил услугу «Дом.ru TV. Центр домашних развлечений» в девяти городах России, включающий пакет из 90 цифровых каналов и 20 в HD-качестве.
В сентябре 2012 года компания «МТС» запустила кабельное телевидение стандарта DVB-C в десяти городах России.
В результате слияния с рядом телекоммуникационных кампаний лидером по предоставлению услуг кабельного телевидения становится ПАО «Ростелеком». В 2024 году пользователями кабельного ТВ компании «Ростелеком» были 4,3 млн. абонентов.

### IP-телевидение
В 2003 году петербургская компания «ТелеМедиум» стала первым в России интернет-провайдером цифрового телевидения, начав вещание в широкоэкранном формате 16х9 с пятиканальным звуком в формате Dolby ProLogic. В 2006 году компания «Искрателеком» запустила в Москве опытную эксплуатацию цифрового IPTV-телевидения.
В 2007 году в Петербурге Северо-Западный Телеком запустил IPTV-телевидение c 60-ю каналами в коммерческую эксплуатацию под брендом «Авангард-ТВ».  В Москве предоставлением услуг по подключению цифрового телевидения занимается «Корбина Телеком».
В 2009 году компания «ВымпелКом» запустила IP-телевидение в Москве и С-Петербурге под брендом «Билайн-ТВ».
В декабре 2009 года  ОАО «Ростелеком» начал предоставление услуг IP-телевидения операторам в Северо-Западном федеральном округе (СЗФО).
В 2012 году на Урале «Ростелеком» запустил услугу «Интерактивное ТВ» стандарта IPTV, позволяющую одновременно просмотривать контент из 180 каналов в цифровом и 17 каналов в HD формате на телевизоре, компьютере и мобильных устройствах в сети интернет через ТВ-приставку. В ноябре 2015 года «Ростелеком» представил «Интерактивное ТВ 2.0» с возможностью просмотра телевидения в сети интернет через ОТТ-приставку.  К 2016 году оператор занимал около 28% рынка платного ТВ по выручке и 21% по абонентам. В 2019 году оператор «Ростелеком» начал перевод всех пользователей интерактивного IP-телевидения на платформу Wink.
В 2024 году пользователями IP-телевидения «Ростелекома» были 7,3 млн. абонентов.

## Производство и распространение телевизионного контента
Производством тематических телеканалов на территории России занимались следующие организации:
- 1996 год — компания «НТВ+» первым начала вещание каналов собственного производства, в 2001 году вошла в состав «Газпром-медиа»[113]
- 2002 год — образована компания «Амедиа». В 2011-2014 годах были запущены онлайн-сервис AMEDIATEKA с четырьмя телеканалами Аmedia 1, Аmedia 2,    Аmedia Premium и Аmedia Hit.[114]
- 2003 год — начало деятельности компании «Viasat»
- 2004 год — образование телекомпании «Клуб100» («Контент Юнион»), к 2013 году компания владела 6 каналами: Русский иллюзион», Иллюзион+, Zоопарк, Детский», Еврокино и Авто24.
- 2004 год — появление телекомпаний «СТС Медиа» и «Bridge Media»
- 2005 год — Первый канал запустил проект «Цифровое Телесемейство».
- 2005 год — Компания МТУ-Интел приступила к трансляции телеканалов собственного производства под брендом «Стрим».[115][116]
- 2005 год — начала деятельность компания «АртМедиа Групп» («НКС-Медиа»).
- 2006 год — созданием телеканалов для платного ТВ занялась телекомпания «Ред Медиа», на 2025 год имела 18 каналов собственного производства.[117]
- 2007 год — начала вещание телекомпания «Первый ТВЧ» — эксклюзивный дистрибутер компании «Триколор». С 2020 года сотрудничает с «Ростелекомом»[118], к 2025 году имел 19 каналов собственного производства.[119]
- 2013 год — «Триколор» запустил пакет фильмовых телеканалов собственного производства [120]. По лицензии началось вещание каналов проекта «Цифровое Телесемейство».[121] В 2019 году количество телеканалов собственного производства компании «Триколор» увеличилось до 12[122], а в 2022 году достигло 17 каналов.[123]
- 2013 год — ВГТРК основала медиакомпанию «Цифровое телевидение».
- 2014 год — телекомпания «НТВ-Плюс» купила медиахолдинг «Ред Медиа».[124]
- 2015 год — слияние компаний «Цифровое телевидение» (ВГТРК) — 13 каналов и «НКС-Медиа» (Ростелеком) — 6 каналов[125]. Дистрибьютором контента является компания «Сигнал Медиа», разместившая часть каналов в сети «Триколор».[126][127]
- 2016 год — слияние  телекомпании «Клуб100» («Контент Юнион») — 6 телеканалов и медиакомпании «Стрим» — 9 каналов.[128][129][130][131]